# 普雷布尔
普雷布尔（英語：Preble）是位于美国纽约州科特兰县的一个镇，地处科特兰县北部、科特兰市以北，建于1808年。2010年美国人口普查时，该镇有1393人。其名称来源于美国海军军官爱德华·普雷布尔。